# Camillo de Simone
Camillo de Simone (né le 13 septembre 1737 à Bénévent, dans l'actuelle province éponyme, en Campanie, alors dans le royaume de Naples et mort le 2 janvier 1818 à Sutri) est un cardinal italien du XIXe siècle.

## Biographie
Camillo de Simone est nommé évêque de Sutri e Nepi en 1783. 
En 1810, il est arrête et banni pour quatre ans vers Belley et puis vers Nice. Il retourne  en 1814 dans son diocèse, qui est supprimé par Napoléon en 1810.
Le pape Pie VII le crée cardinal in pectore lors du consistoire du 8 mars 1816. Sa création est publiée le 22 juillet.
Il est un neveu du cardinal Gennaro Antonio De Simone (1773) et l'oncle du cardial Domenico de Simone (1830).